# Myopsyche ponga
Myopsyche ponga là một loài bướm đêm thuộc phân họ Arctiinae, họ Erebidae.